# کنترل انبوه مردم

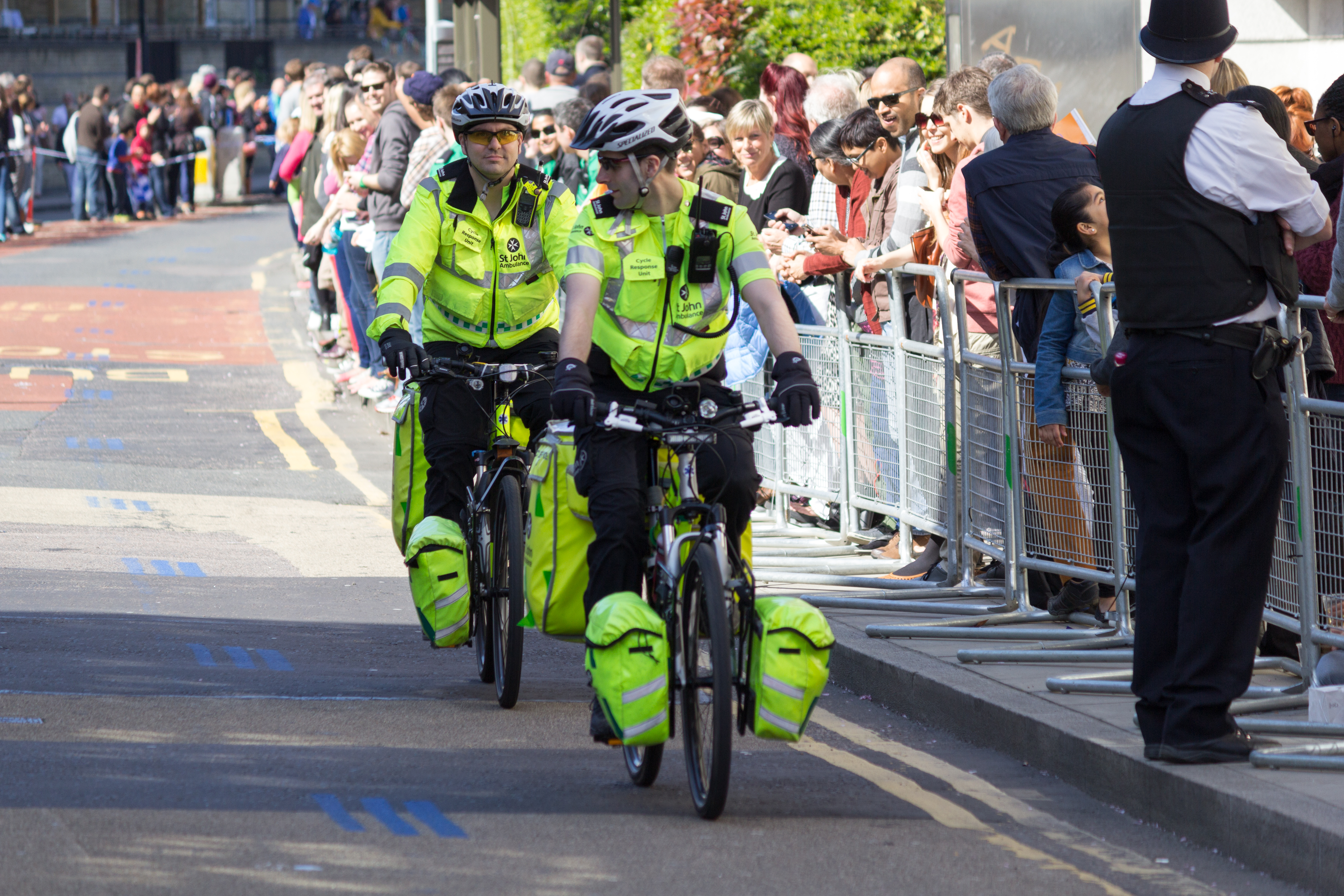
یک افسر پلیس که مردم را پشت حصار نگه می‌دارد.

کنترل انبوه مردم به روش‌های معمول برای پاسداری از امنیت همگانی گفته می‌شود که در آن، انبوهی از مردم، به شکلی دوستانه و بدون خشونت، اداره و کنترل می‌شوند تا از گسترش درگیری میان مردم، دلهره و آشفتگی اجتماعی، دعوا و شورش، جلوگیری شود. همچنین از این روش‌ها، برای پیشگیری از جمع‌شدن زیاد مردم در یک جا و له شدن آنان زیر دست و پای یک‌دیگر، استفاده می‌شود و هر شهر، معمولاً نیرویی برای پیشگیری از کشتار در تجمعات، دارد. روش‌های کنترل انبوه مردم، ممکن است از اجتماعات فرهنگی و موسیقی تا تظاهرات‌ها، با هدف پیش‌گیری از آسیب‌های فردی و اجتماعی، اجرایی شوند.